# Maxie Parks
Maxwell Lander (Maxie) Parks (Arkansas City 9 juli 1951) is een Amerikaanse atleet, die gespecialiseerd was in de sprint.

## Biografie
Op de Amerikaanse trials voor de spelen van 1976 eindigde Parks als eerste op 400 meter. Op spelen eindigde hij als vijfde op de 400 meter. Parks was de startloper op de estafette in een tijd van 45,0 seconde met zijn ploeggenoten won hij de gouden medaille.

## Titels
- Olympisch kampioen 4 x 400 m estafette - 1976

## Persoonlijke records
- 400 m – 44,82 s (1976)

## Palmares

### 400 m estafette
- 1976: 5e OS - 45,24

### 4 x 400 m estafette
- 1976:  OS - 2.58,65

1912: Sheppard, Lindberg, Meredith, Reidpath ·
1920: Griffiths, Lindsay, Ainsworth-Davis, Butler ·
1924: Cochran, Helffrich, MacDonald, Stevenson ·
1928: Baird, Alderman, Spencer, Barbuti ·
1932: Fuqua, Ablowich, Warner, Carr ·
1936: Wolff, Rampling, Roberts, Brown ·
1948: Harnden, Bourland, Cochran, Whitfield ·
1952: Wint, Laing, McKenley, Rhoden ·
1956: Jenkins, Jones, Mashburn, Courtney ·
1960: Yerman, Young, G. Davis, O. Davis ·
1964: Cassell, Larrabee, Williams, Carr ·
1968: Matthews, Freeman, James, Evans ·
1972: Asati, Nyamau, Ouko, Sang ·
1976: Frazier, Brown, Newhouse, Parks ·
1980: Valiulis, Linge, Tsjernetski, Markin ·
1984: Nix, Armstead, Babers, McKay ·
1988: Everett, Lewis, Robinzine, Reynolds ·
1992: Valmon, Watts, Johnson, Lewis ·
1996: Harrison, Smith, Mills, Maybank ·
2000: Bada, Chukwu, Monye, Udo-Obong  ·
2004: Harris, Brew, Wariner, Williamson ·
2008: Merritt, Taylor, Neville, Wariner ·
2012: Brown, Pinder, Mathieu, Miller ·
2016: Hall, McQuay, Roberts, Merritt ·
2020: Cherry, Norman, Deadmon, Benjamin ·
2024: Bailey, Norwood, Deadmon, Benjamin